# 石井健太郎
石井 健太郎（いしい けんたろう、1981年4月13日 - ）は、日本の作曲家、編曲家。ファイブエイス所属。愛媛県出身。

## 来歴
愛媛県西条市出身。大阪府池田市、箕面市育ち。
3歳の頃より、ピアノ、エレクトーンを習い音楽に親しむ。高校時代よりロックバンドを結成し、作詞・作曲、ボーカルを担当。
アマチュア時代に応募した作品が全国のレコード会社の注目を集め、作曲家としての活動をスタートさせる。 J-POPアーティスト楽曲を手がけるほか、TVやアニメ・ゲーム音楽にも携わっている。

## 提供作品
- AKB48
  - 月と水鏡（作曲・編曲）
  - 抱きつこうか?（作曲・編曲）
  - 夜中過ぎのアウトロー（作曲・編曲）
- NMB48
  - “生徒手帳の写真は気に入っていない”の法則（作曲・編曲）
- けやき坂46
  - 永遠の白線（作曲・編曲）
  - キレイになりたい（作曲・編曲）
- 渡辺麻友
  - 夕暮れと星空の間（作曲・編曲）
  - カズン（編曲）
- 剛力彩芽
  - くやしいけど大事な人（作曲）
- 香西かおり
  - 五感（作曲・編曲）
- JY（知英）
  - 大切な時間（作曲）
- GIRLFRIEND
  - ミライリスト（作曲・編曲）
- カントリー・ガールズ
  - 待てないアフターファイブ（作曲・編曲）
- こぶしファクトリー
  - アンラッキーの事情（作曲・編曲）
- つばきファクトリー
  - 光のカーテン（作曲・編曲）
- 佐藤優樹
  - 花鳥風月 春夏秋冬（作曲・編曲）
- 島倉りか（BEYOOOOONDS）
  - スローモーション（編曲）
- 虹のコンキスタドール
  - 週刊少年少女アイドル（作曲・編曲）
- Bitter & Sweet
  - 涙の糸で（作曲・編曲）
- LoVendoЯ
  - 不器用（作曲）
- Thinking Dogs
  - 言えなかったこと（作曲・編曲）
- 東京力車
  - ニビイロトーキョー ～チャンチキおけさ～（編曲）
- 横山ルリカ
  - New day（作曲・編曲）
  - Precious Love（作曲・編曲）
- GEM (アイドルグループ)
  - BFF（作曲・編曲）
- EBiDANカスタマイZ 
  - My Juliette（作曲）
- EBiDAN PrizmaX 
  - Three Things（編曲）
- バクステ外神田一丁目
  - どうせ推されない（編曲）
  - ハリネズミとジェリービー（編曲）
- 堀内華央理（バクステ外神田一丁目）
  - Never Before（作詞・作曲・編曲）
- 純情のアフィリア
  - ユメノカタチ（作詞・作曲・編曲）
- 桜野羽咲
  - 闇夜の歌姫（作曲・編曲）
- 民謡ガールズ
  - shooting star（作曲・編曲）
- Spontania（スポンテニア）
  - 愛よりも強いもの（作曲）
- 愛内里菜
  - C・LOVE・R（作曲・編曲・コーラス）
  - HANABI（編曲）
  - MERRY-GO-ROUND（作曲）
  - TIME（作曲）
  - Priority（作曲）
  - Prologue（編曲）
  - GOOD DAYS（編曲）
  - Epilogue（作曲・編曲）
  - ハッピー・バースディ（編曲）（日本ユニセフ協会ドネーションプロジェクト）
  - WARMPRAYER（作曲・編曲）
  - CUE!（作曲・編曲）
  - NO FADEOUT（作曲・編曲）
  - RISE（作曲・編曲・コーラス）
  - Mellow（作曲・編曲）
  - PLAY HIGH（作曲・編曲）
  - NOPE（作曲・編曲）
  - KISS KISS KISS（作曲・編曲）
  - メイサイ（作曲・編曲）
  - Ring（作曲・編曲）　　　　
  - Holy Cake（作曲・編曲・コーラス）
  - Very Merry Christmas（作曲・編曲・コーラス）
  - Brilliant Queen（作曲・編曲）
  - +INSPIRE（作曲・編曲）
  - Let me fly（作曲・編曲）　
  - 手紙（作曲・編曲）
- 岡崎雪
  - SWEET MEMORY（編曲）
- 松澤由美
  - trust（作曲・編曲）
- 佐々木李子
  - departure（作曲・編曲）
- レイザーラモンHG
  - M-3YOUNG MAN（編曲）（LIME FIRE名義）
- Chicago Poodle
  - film of fire（編曲）
- 白石乃梨
  - Switch（編曲）
  - my precious...（編曲）
- MIRAI
  - message（作曲）
- Happiness
  - excellent（作曲）
- FUNCTION6ch
  - ゴールデンチケット（作曲・編曲）
- ハコス・ベールズ / Hakos Baelz
  - この世を照らすもの（作曲・編曲）
- Sacra e sole
  - 幸せの日々（編曲）
- ALLY
  - Happy Happy Days!（作曲・編曲）
- AXELL
  - スペシャルアドベンチャー（編曲）
- NaNiYoRi 
  - START LINE（作曲・編曲）
  - えいやー！そいやー！（作曲・編曲）
  - ラブゲーム（作曲・編曲）
  - with Continue...（作曲・編曲）
  - 君と過ごす12月（編曲）

## アニメ・ゲーム音楽
- アイドルマスター THE IDOLM@STER LIVE THE@TER PERFORMANCE03
  - 歌：我那覇響（沼倉愛美）『Rebellion』編曲
- アイドルマスター THE IDOLM@STER LIVE THE@TER PERFORMANCE11
  - 歌：双海真美（下田麻美）『DETECTIVE HIGH! ～恋探偵物語～』作曲・編曲
- アイドルマスター THE IDOLM@STER LIVE THE@TER HARMONY06
  - 歌：宮尾美也（桐谷蝶々）『初恋バタフライ』作曲・編曲
- アイドルマスター SideM THE IDOLM@STER SideM ORIGIN@L PIECES04
  - 歌：伊集院北斗（神原大地）『ROMANTIC SHAKER』作曲・編曲
- アイドルマスター SideM THE IDOLM@STER SideM WakeMini! MUSIC COLLECTION 03
  - 『POKER FAITH -ポーカーフェイス-』作曲・編曲
- アイドルマスター THE IDOLM@STER SHINY COLORS L@YERED WING05　　　　　　　　　
  - 歌：アルストロメリア『ラブ・ボナペティート』作曲・編曲
- アイドルマスター THE IDOLM@STER SHINY COLORS L@YERED WING07　　　　　　　　　
  - 歌：ノクチル『僕らだけの未来の空』作曲・編曲
- アイドルマスター SideM THE IDOLM@STER SideM PASSION@TE FORMATION -INTELLIGENCE-　　　　　　　　　
  - 『ANYWHERE』作曲・編曲
- アイドルマスター THE IDOLM@STER MILLION LIVE! M@STER SPARKLE2 09
  - 歌：横山奈緒（渡部優衣）『稲妻スピリット』作曲・編曲
- 悪魔のリドル（第5話）エンディングテーマ
  - 『どうってことないsympathy』作曲・編曲
- 聖剣使いの禁呪詠唱
  - 歌：灰村諸葉（石川界人）『DRAGON HEART』作曲・編曲
- クロヒョウ 龍が如く新章（PlayStation Portable）
  - 『Death in the eye』作曲・編曲
- SympathyKiss（Nintendo Switch）
  - 『シンパシー・キス』作曲・編曲
- 長門有希ちゃんの消失キャラクターソングシリーズ
  - 歌：長門有希（茅原実里）『窓辺の予感』作曲・編曲
- ウマ娘 プリティーダービー STARTING GATE 04
  - 歌：ヒシアマゾン （巽悠衣子）『鳥かごのロンリーバード』作曲・編曲
- なかったコト探偵（スマートフォンゲーム）音楽担当
- そろそろなかったコト探偵（スマートフォンゲーム）音楽担当
- スマトリ 〜なりすまし犯罪取締課〜（スマートフォンゲーム）音楽担当
- 千銃士（スマートフォンゲーム）キャラクターソング
  - 歌：ホール（白井悠介）『Star★☆Light』作曲・編曲
- 少女☆歌劇 レヴュースタァライト劇中歌
  - 歌：星見純那（佐藤日向）神楽ひかり（三森すずこ）愛城華恋（小山百代）『世界を灰にするまで』作曲・編曲
- 音楽少女キャラクターソング　
  - 歌：金時琴子（Lynn）『You are my only one』作曲・編曲
- 陰陽師 (ゲーム)キャラクターソング
- 歌：南條愛乃『世の鼓動よ、音となりて』作曲
- 陰陽師 (ゲーム)キャラクターソング
- 歌：山兎『Dreaming Holiday』作曲・編曲
- 陰陽師 (ゲーム)キャラクターソング
- 歌：手遊『Eclipse 蝕』作曲
- 决战平安京（ゲーム）キャラクターソング
- 『scar』作曲・編曲
- キラッとプリ☆チャンMusic Collection vol.2
  - 歌：みらい（林鼓子）えも（久保田未夢）あんな（芹澤優）さら（若井友希）める（森嶋優花）
- 『U.S.A』（DA PUMPのカバー）編曲

## TV音楽
- NHK連続テレビ小説『だんだん』2009年2月〜 演奏出演
- NHK教育テレビジョン『歴史にドキリ』2013年10月9日放送 ドキリソング〜伊能忠敬編〜アレンジ　歌：中村獅童